# 博夫蘇尼
51°4′40″N 28°27′25″E / 51.07778°N 28.45694°E
博夫蘇尼（烏克蘭語：Бовсуни），是烏克蘭北部的村莊，隸屬日托米爾州的科羅斯滕區。該村始建於1250年，面積4.96平方公里，海拔高度182米，2001年該村落人口974。